# Vydrník
Vydrník (Hongaars: Védfalu, Duits: Wiedrig) is een Slowaakse gemeente in de regio Prešov, en maakt deel uit van het district Poprad.
Vydrník telt 1.096 inwoners.